# 潜水艦推力増強計画

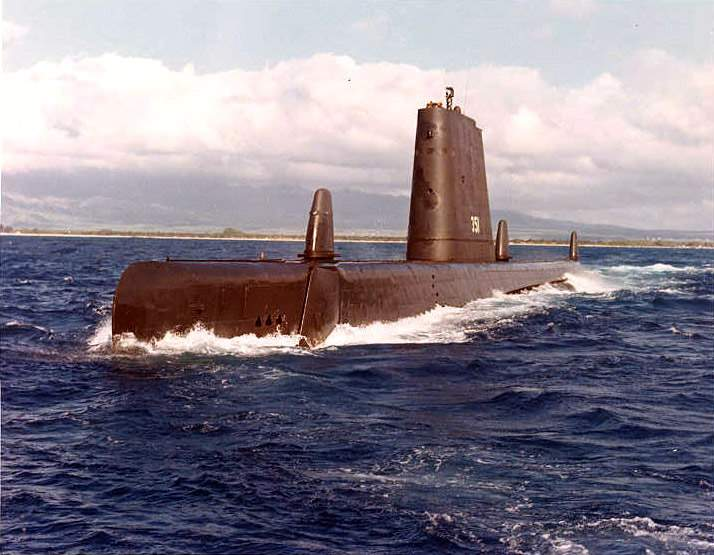
GUPPY III 近代化後のグリーンフィッシュ

潜水艦推力増強計画(Greater Underwater Propulsion Power Program)は、第二次世界大戦後にアメリカ海軍が実施した潜水艦の近代化改装計画。頭文字をとってガピー（グッピー） GUPPY と呼ばれた。（Yは発音しやすくするため付け加えられた。）
海軍は捕獲した2隻のUボートXXI型、U-2513とU-3008を分析することから本計画を開始した。分析の結果、バッテリーの容量強化、船体構造の合理化、シュノーケルの増設、火器統制システムの改良という4つの改良点が設定された。海軍は直ちに新型潜水艦の設計に着目したが、艦船局は既存のガトー級、バラオ級、テンチ級に対する改良が望ましいと考えた。1946年6月に海軍作戦部長チェスター・ニミッツ元帥はGUPPYプロジェクトを承認した。最初の2隻が試験的にポーツマス海軍造船所で改修されたが、結局はいくつかの改修計画が連続して実施された。改修計画はGUPPY I、GUPPY II、GUPPY IA、フリート・シュノーケル、GUPPY IIA、GUPPY IB、GUPPY IIIの7通りが実施された。その後、初期に改修された艦は更に後期計画で改修された。

## GUPPY I
最初のGUPPY改修はオダックス (USS Odax, SS-484) とポモドン (USS Pomodon, SS-486) に対して1947年に行われた。両艦ともポーツマスで建造されたテンチ級潜水艦であった。外観上、司令塔、構造物、潜望鏡およびレーダーマストの流線型化が行われた。流体抵抗を減少させるため、潜望鏡の一つは削除された。シュノーケルは装備が困難だったため取り付けられなかった。艦砲および付随のコンテナは削除された。SV 対空レーダーがセイル上部に増設され、特徴的な横の膨らみを形作った。全てのキャプスタン、クリート、レール支柱支持架が再設計され、削除されるか潜水時には格納されるようになった。鋭いV字型の艦首「フリート・ボート・バウ」（艦隊型潜水艦式艦首）は、水中のパフォーマンスを改善した円形の「グッピー・バウ」と取り替えられた。
これらの修正は艦自体だけでなくそれらの用語も変更することとなった。GUPPY転換後、艦の司令塔およびマスト・サポートのまわりの構造は「セイル」と呼ばれるようになった。
艦の内部では、出力と体積が大幅に増加したバッテリーを収納するため相当の再整理が行われた。バッテリーは新設計の物が採用され、オリジナルのサーゴ級で採用された物と比べると、グッピー・バッテリーはより多くの薄型プレートが用いられ、高電圧を長時間発することができた。しかしながら、これらのバッテリーはサーゴ級のバッテリーの耐用年数5年に対して18ヶ月の寿命しか無く、充電には長い時間がかかることになった。更に、発生する水素ガスの換気が必要であり、バッテリーの端子と終端抵抗には冷却水による冷却が必要であった。126個のセルから成る4個のバッテリーが、貯蔵庫、弾薬庫、冷却庫に変わって設置されたバッテリー室に収められた。これらのバッテリーは直列あるいは並列に接続され、広範囲の電圧を提供し、低速から高速まで広い範囲に及ぶ速度を提供した。
動力室では、2基から4基の高速モーターと減速ギアが、低速モーターに置き換えられた。開放式の正面配電盤は耐水キャビネット式の物と交換された。照明及び他の「ホテル」電気設備は120ボルト60ヘルツの交流から120ボルト400ヘルツの交流が使用されることになった。処理能力が大幅に増加した新型空調設備も増設された。
実戦配備されると、これらの艦は水中下のパフォーマンスが大きく改善された。ポモドンの最高速は水上で17.8ノット、水中では18.2ノットを記録した。オダックスはこれより僅かに劣った。

### GUPPY I 改修艦
- オダックス (USS Odax, SS-484)
- ポモドン (USS Pomodon, SS-486)

## GUPPY II

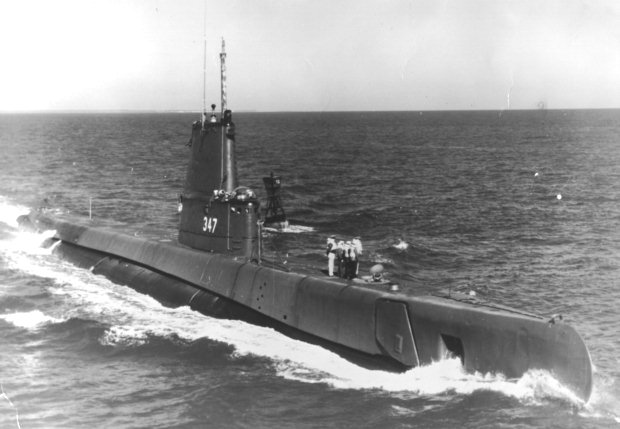
GUPPY II 近代化後のキューベラ

GUPPY II 改修（計画番号 SCB 47）は1947年から1951年まで実施された。改修内容の大半は GUPPY I と大きく変わらなかったが、潜望鏡と新型のシュノーケルが導入された。3本の新型マスト - 吸気シュノーケル、排気シュノーケルおよびESMマスト - が追加され、セイル上部の拡張が要求された。艦船局は2つの異なるセイル設計を承認した: 
- 「エレクトリック・ボート・セイル」は後縁が直線で円形の窓、広いトップと丸まった前縁を持っていた。
- 「ポーツマス・セイル」は薄いトップと湾曲した後縁、正方形の窓と鋭く低い前縁を持っていた。このセイルは転換計画が実施された全ての艦に採用された。

ポーツマス・セイルを装備したいくつかの艦は SV 対空レーダーが装備され、収納室の装備が要求された。そのためセイルのトップ部分に膨らみが形作られた。後の改修ではより小型の SS または SS2 対空レーダーが採用され、ある角度の位置でアンテナのみがマストに収容できるようになった。また、何隻かの GUPPY II および GUPPY III 改修艦はセイルを水線上により高く拡張された。これらは「ノーザン・セイル」と呼ばれ、悪天候下の有人活動を可能とした。
GUPPY II 改修が行われた全ての艦は高速モーター及び減速ギアを、低速ダイレクトドライブモーターと交換された。このモーターは1軸当たり2,500馬力 (1.9 MW) を発した。
2隻の GUPPY I 改修艦、オダックスとポモドンも GUPPY II 改修が行われた。

### GUPPY II 改修艦
- キャットフィッシュ (USS Catfish, SS-339)
- クラマゴア (USS Clamagore, SS-343)
- コッブラー (USS Cobbler, SS-344)
- コチーノ (USS Cochino, SS-345)
- コーポラル (USS Corporal, SS-346)
- キューベラ (USS Cubera, SS-347)
- ディオドン (USS Diodon, SS-349)
- ドッグフィッシュ (USS Dogfish, SS-350)
- グリーンフィッシュ (USS Greenfish, SS-351)
- ハーフビーク (USS Halfbeak, SS-352)
- ティル (USS Tiru, SS-416)
- トランペットフィッシュ (USS Trumpetfish, SS-425)
- タスク (USS Tusk, SS-426)
- カットラス (USS Cutlass, SS-478)
- シーレパード (USS Sea Leopard, SS-483)
- オダックス (USS Odax, SS-484)
- シラーゴ (USS Sirago, SS-485)
- ポモドン (USS Pomodon, SS-486)
- レモラ (USS Remora, SS-487)
- ヴォラドール (USS Volador, SS-490)
- アンバージャック (USS Amberjack, SS-522)
- グランパス (USS Grampus, SS-523)
- ピカーレル (USS Pickerel, SS-524)
- グレナディアー (USS Grenadier, SS-525)

## GUPPY IA
艦船局は、GUPPY II 改修のコスト削減版として1951年に GUPPY IA 改修（計画番号SCB 47A）を考案した。GUPPY IA 改修は GUPPY II 改修の大半が含まれたが、4個の新型バッテリーの装備とそれに伴う艦内配置の変更が省略された。代わりに GUPPY IA 改修ではオリジナルのサーゴ・バッテリーよりも強力なサーゴ II ・バッテリーが採用された。これらのバッテリーでは電解質の喚起、バッテリーの冷却、タンクの換気が行われた。更にその寿命はサーゴ・バッテリーよりは短いものの、グッピー・バッテリーよりも長寿命であった。ソナー室は魚雷室前方から厨房の下に変更された。GUPPY II 改修と比較して、GUPPY IA 改修は水中での性能を犠牲にして低コスト、居住性の向上およびメンテナンス性の向上に主眼が置かれた。

### GUPPY IA 改修艦
- ベクーナ (USS Becuna, SS-319)
- ブラックフィン (USS Blackfin, SS-322)
- カイマン (USS Caiman, SS-323)
- ブレニー (USS Blenny, SS-324)
- チヴォ (USS Chivo, SS-341)
- チョッパー (USS Chopper, SS-342)
- アトゥル (USS Atule, SS-403)
- シーポーチャー (USS Sea Poacher, SS-406)
- シーロビン (USS Sea Robin, SS-407)
- テンチ (USS Tench, SS-417)

## フリート・シュノーケル・プログラム

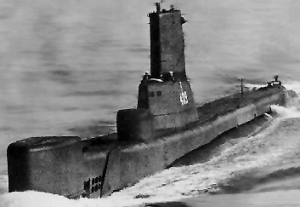
フリート・シュノーケル近代化後のパイパー

海軍は希望する艦全てを GUPPY 改修する予算が認可されないことを知り、艦隊に配備する艦に必要最小限の修正を加えるためフリート・シュノーケル・プログラム（計画番号 SCB 47B）を考案した。プログラムはシュノーケルの装着、セイルの合理化、高度な能力を持つ空調システム、高出力化された電気システムの装備が含まれた。甲板上の砲および補助ディーゼル機関は削除された。GUPPY 改修と異なり、フリート・シュノーケル・プログラムは元々のデッキ構造、艦首部分およびバッテリーが維持された。フリート・シュノーケル改修艦は GUPPY 改修艦に能力的に劣ったが、能力的な制限にもかかわらず GUPPY 改修艦と同様の期間を貢献した。パイパー、シー・オウル、スターレットの三隻は大型の BQR-4A バウソナーが装着された。

### フリート・シュノーケル改修艦
- サバーロ (USS Sabalo, SS-302)
- セーブルフィッシュ (USS Sablefish, SS-303)
- バーゴール (USS Bergall, SS-320)
- ベスゴ (USS Besugo, SS-321)
- チャー (USS Charr, SS-328)
- ブガーラ (USS Bugara, SS-331)
- カーボネロ (USS Carbonero, SS-337)
- カープ (USS Carp, SS-338)
- カスク (USS Cusk, SS-348)
- クラーケン (USS Kraken, SS-370)
- リザードフィッシュ (USS Lizardfish, SS-373)
- マピロ (USS Mapiro, SS-376)
- メロ (USS Mero, SS-378)
- スターレット (USS Sterlet, SS-392)
- スキャバードフィッシュ (USS Scabbardfish, SS-397)
- セグンド (USS Segundo, SS-398)
- シーキャット (USS Sea Cat, SS-399)
- シーオウル (USS Sea Owl, SS-405)
- セネット (USS Sennet, SS-408)
- パイパー (USS Piper, SS-409)
- トースク (USS Torsk, SS-423)
- アルゴノート (USS Argonaut, SS-475)
- ランナー (USS Runner, SS-476)
- ディアブロ (USS Diablo, SS-479)
- メドレガル (USS Medregal, SS-480)
- レクゥイン (USS Requin, SS-481)
- アイレックス (USS Irex, SS-482)

## GUPPY IIA

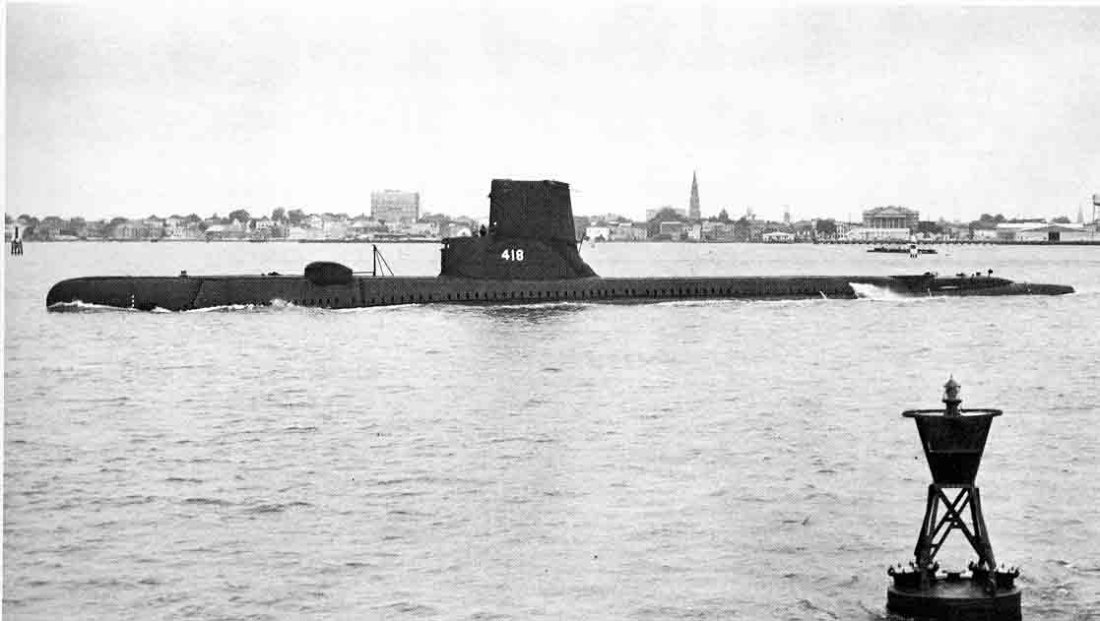
GUPPY IIA 近代化後のソーンバック

GUPPY IA 計画はほとんど同内容の GUPPY IIA 計画（計画番号 SCB 47C）に受け継がれ、1952年から1954年まで実施された。

### GUPPY IIA 改修艦
- エンテムドア (USS Entemedor, SS-340)
- ディオドン (USS Diodon, SS-349)
- ハードヘッド (USS Hardhead, SS-365)
- ジャラオ (USS Jallao, SS-368)
- メンハーデン (USS Menhaden, SS-377)
- ピクーダ (USS Picuda, SS-382)
- バング (USS Bang, SS-385)
- ポンフレット (USS Pomfret, SS-391)
- レザーバック (USS Razorback, SS-394)
- ロンクィル (USS Ronquil, SS-396)
- シーフォックス (USS Sea Fox, SS-402)
- スレッドフィン (USS Threadfin, SS-410)
- スティクルバック (USS Stickleback, SS-415)
- ソーンバック (USS Thornback, SS-418)
- ティランテ (USS Tirante, SS-420)
- トルッタ (USS Trutta, SS-421)
- クィルバック (USS Quillback, SS-424)

## GUPPY IB
GUPPY IB 改修は、外国海軍へ貸与される4隻に対して非公式に行われた限定的改修及び近代化であった。これらの艦はシュノーケルが装備され、新型のソナー及び火器管制システム、ESMを装備しない点を除いては GUPPY IA 改修にほとんど似ていた。イタリア海軍に貸与された2隻はガトー級が改修されたものであった。

### GUPPY IB 改修艦
- バーブ (USS Barb, SS-220)
- デイス (USS Dace, SS-247)
- ホークビル (USS Hawkbill, SS-366)
- アイスフィッシュ (USS Icefish, SS-367)

## GUPPY III

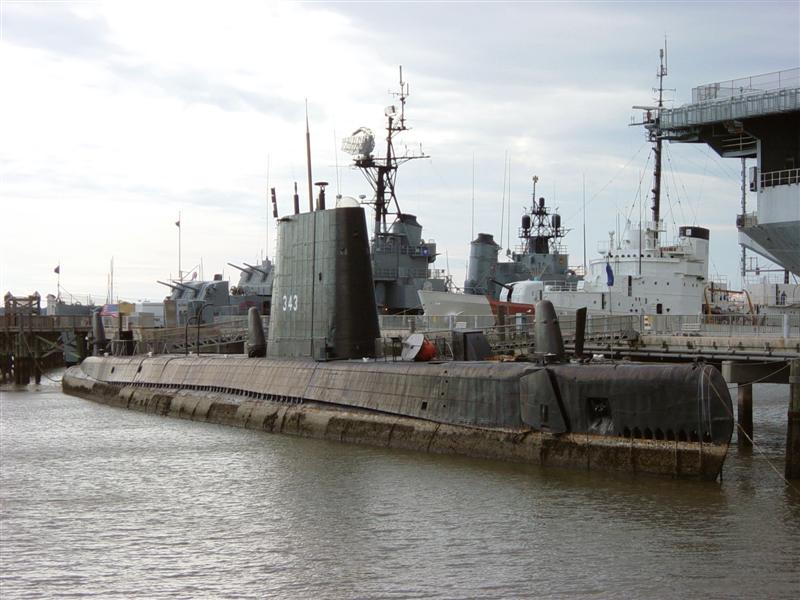
GUPPY III 近代化後のクラマゴア

### GUPPY III 改修艦
- クラマゴア (USS Clamagore, SS-343)
- コッブラー (USS Cobbler, SS-344)
- コーポラル (USS Corporal, SS-346)
- グリーンフィッシュ (USS Greenfish, SS-351)
- ティル (USS Tiru, SS-416)
- トランペットフィッシュ (USS Trumpetfish, SS-425)
- レモラ (USS Remora, SS-487)
- ヴォラドール (USS Volador, SS-490)
- ピカーレル (USS Pickerel, SS-524)